# Ben Bradshaw
Benjamin Joseph Bradshaw, detto Ben (Brooklyn, 15 agosto 1879 – 19 aprile 1970), è stato un lottatore statunitense.
Partecipò alle gare di lotta dei pesi piuma ai Giochi olimpici di Saint Louis 1904, dove riuscì a vincere la medaglia d'oro. Dopo aver chiuso la sua carriera come lottatore, Bradshaw diventò allenatore.

## Palmarès
In carriera ha conseguito i seguenti risultati:
- Giochi olimpici

St. Louis 1904: una medaglia d'oro nella lotta libera categoria pesi piuma.